# B-KTK直升機墜毀事故
B-KTK直升機墜毀事故是香港一宗發生於2019年5月19日的直升機墜毀事故，涉及一架註冊編號為B-KTK的Robinson R44 II型直升機。

## 事發經過
2019年5月19日下午4時40分，任職律師的王輝雄獨自一人駕駛肇事直升機由石崗機場出發，原定於下午6時10分返回。

下午5時25分，該架直升機從大埔飛回石崗機場的過程中在林錦公路上空約2,000呎空中時突然解體，並墜落於嘉道理農場暨植物園旁的一處山坡。機身在撞擊後起火焚燒，部分機身被燒毀，殘骸散落於墜機現場數百米內。初步調查指機師未有發出求救信號。

事故發生後，嘉道理農場暨植物園有職員目擊事故並趕至現場協助救火，警方數分鐘後接獲報案，政府飛行服務隊出動直升機協助，而消防則出動一隊煙帽隊及一條喉灌救，並於6時35分將火救熄。救援人員證實機師當場罹難，而地面並無人傷亡。

## 肇事直升機及飛行員
根據民航意外調查機構的安全調查初步報告顯示，肇事直升機由香港飛行總會所營運，型號Robinson R44 II型，出廠編號12472，屬於單引擎直升機，採用萊康明IO-540-AE1A5發動機。
機師具備駕駛該型號直升機的資格，事故發生前有81.1小時的直升機駕駛時數，當中9.7小時為駕駛同型號直升機。

## 後續
當局於事故翌日派員進行調查，香港飛行總會亦派代表到現場協助。警方派出過百名警員於墜毀現場直徑100米內進行搜索，並在山坡和在一座建築物屋頂分別發現死者殘肢以及肇事直升機的機尾部份。地政總署亦派測繪處職員到現場測繪現場及殘骸位置，並拍攝現場的照片以協助民航意外調查機構的後續調查工作。而嘉道理農場暨植物園受事故影響於翌日暫停開放一日。
事故發生後的第二日，當局安排吊臂車到場清理直升機殘骸，亦派員將散落的零件逐件從山坡移走。

## 詳細調查
民航意外調查機構已於事故發生後接管調查工作，安全調查初步報告顯示事件屬於空中解體意外，但目前仍在進一步調查中，預計詳細調查需時十二個月。機構已按程序就案件通知民航處及肇事飛機及發動機的設計及製造國的事故調查機關美國國家運輸安全委員會。
2024年，調查報告認為，意外的可能成因是由於主旋翼軸撞擊導致主旋翼葉片與機身和駕駛艙區域接觸，造成直升機在飛行中發生災難性解體。調查小組就意外向香港飛行總會提出了一項安全建議，以持續提升飛行員的安全意識，減低主旋翼軸撞擊的風險。